# Świątynia Fayuan
Świątynia Fayuan (chiń. upr. 法源寺; pinyin Fǎyuán Sì) – świątynia buddyjska w Pekinie, w dzielnicy Xuanwu. Została wzniesiona w okresie dynastii Tang i była przebudowywana za rządów dynastii Ming. Świątynia składa się z trzynastu pawilonów leżących na obszarze o powierzchni ok. 6700 m². W świątyni mieści się Chińskie Muzeum Buddyjskich Ksiąg i Zabytków Kultury oraz Chińska Akademia Buddyjska.

## Historia
Według zapisków z Kronik Prefektury Shuntian (obecnie Pekin) świątynię wzniesiono w 645 roku, za panowania Tang Taizonga, w celu upamiętnienia poległych oficerów i żołnierzy. Nadano jej wówczas nazwę Minzhongsi. Za czasów dynastii Song w budynku uwięziono cesarza Qinzonga, który został porwany przez wojska dynastii Jin; przetrzymywano tutaj także Xie Fangde, urzędnika południowej dynastii Song, który ostatecznie zmarł śmiercią głodową. Za panowania Zhengtonga (1436–1449), w okresie rządów dynastii Ming świątynia została przebudowana i przemianowana na Chongfusi. W 1734 roku świątynia otrzymała obecną nazwę i została wyznaczona jako miejsce, w którym Sekta Winaja mogła odprawiać buddyjskie rytuały.
W 1956 roku w świątyni powstała Chińska Akademia Buddyjska. W 1963 roku odbyła się tutaj konferencja buddystów z jedenastu państw azjatyckich. W 1980 roku w świątyni powstało Chińskie Muzeum Buddyjskich Ksiąg i Zabytków Kultury, w tym samym roku sprowadzono do niej posąg mistrza Jianzhena.

## Architektura

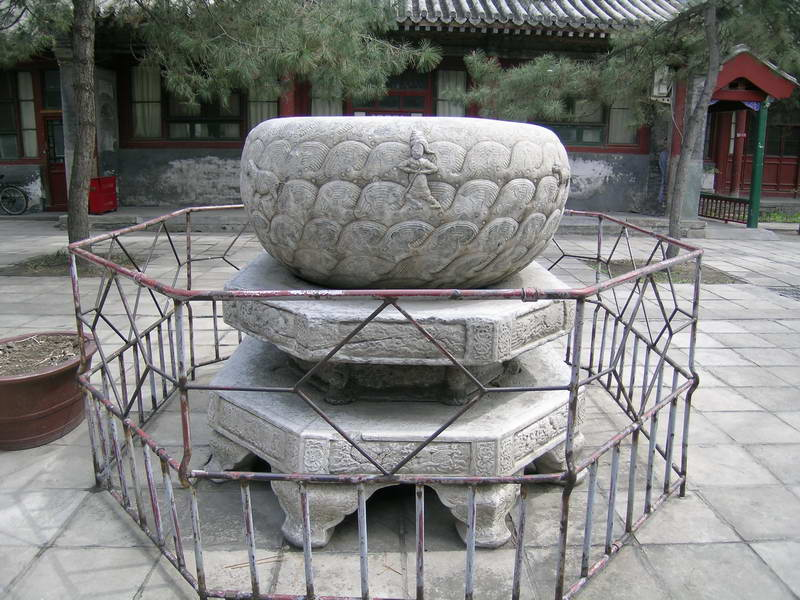
Kamienna urna

Budynki w świątyni są rozmieszczone symetrycznie wzdłuż osi środkowej. Po obu stronach bramy głównej znajdują się wieża dzwonu i wieża bębna. W głównym pawilonie stoją rzeźby Wajroczany, Samantabhadry i Manjushri. Przed pawilonem Jingyetang umiejscowiona jest duża kamienna urna, wzorowana na buddyjskich miskach na jałmużnę. W świątyni znajduje się ponadto wiele steli, rzeźb (m.in. posąg siedzącego Buddy z dynastii Han i posąg Buddy z dynastii Tang) kamiennych filarów z zapisanymi sutrami, tablice z cesarskimi kaligrafiami oraz pisma buddyjskie.
Na terenie świątyni rośnie wiele starych drzew, m.in. miłorzęby, drzewa goździkowe i jabłonie Malus micromalus, zasadzone przez cesarza Qianlonga.